# 쿠바솔레노돈
쿠바솔레노돈(Solenodon cubanus)은 진무맹장목에 속하는 포유류의 일종이다. 쿠바의 고유종이다. 히스파니올라갈색솔레노돈과 함께 솔레노돈과를 구성한다. 침에 독성을 갖고 있다.